# Alois Knop
Alois Knop (31. května 1917 Radslavice – 6. února 2001 Ostrava) byl český jazykovědec, bohemista, germanista, dialektolog, publicista, překladatel a vysokoškolský pedagog.

## Život
Po maturitě na přerovském gymnáziu (1936) zahájil studium bohemistiky a germanistiky na Filozofické fakultě Masarykovy univerzity v Brně, souběžně navštěvoval dvouletou Soukromou pedagogickou akademii. Vzhledem k uzavření vysokých škol pracoval v dělnických profesích a učil na několika základních školách v přerovském regionu. Po osvobození dokončil univerzitní studia (absolutorium 1946, 1950 původní obor rozšířen o ruštinu), v letech 1946–1953 působil jako středoškolský profesor na gymnáziu v Opavě.
Roku 1953 se stal jedním ze spoluzakladatelů opavské Vyšší pedagogické školy, byl jejím proděkanem (1955–1959) s odpovědností za organizaci dálkového studia učitelů a členem katedry filologie pro obor český jazyk. Když v roce 1959 VPŠ ukončila svou činnost, přešel spolu s ostatními vyučujícími do jejího nástupnického vysokoškolského ústavu, ostravského Pedagogického institutu (pozdější Pedagogické fakulty v Ostravě), kde (s výjimkou let 1961–1964, kdy ji vedl prof. Alois Sivek) zastával funkci vedoucího katedry českého jazyka a literatury a proděkana (1959–1964), docentem od 1962.
V roce 1971 byl v rámci normalizačních čistek z ideologických důvodů jako signatář výzvy Dva tisíce slov propuštěn, následně učil na Jazykové škole v Ostravě němčinu a specializoval se i na výuku češtiny pro cizince. Po roce 1989 se na fakultu vrátil do funkce vedoucího katedry českého jazyka s didaktikou, 1990 jmenován profesorem, od roku 1992 v důchodu.

## Dílo
Jeho badatelská činnost byla zaměřena zejména na historický vývoj spisovné češtiny ve Slezsku v 16. a na počátku 17. století a výzkum slezského nářečí i ostravského Interdialektu. Publikoval příspěvky o pravopisu, dialektologii, spisovné češtině a jejích specifických projevech v moravskoslezském regionu, zejména ve sféře městské i profesní mluvy jeho obyvatel a jazyka mládeže. Byl předsedou ostravské pobočky Jazykovědného sdružení ČSAV, členem vědecké rady Filozofické fakulty UP v Olomouci, spoluautorem jazykových příruček a učebnic češtiny, mj. i pro polské menšinové školství.

## Výběrová bibliografie

### Publikace
- Spisovná čeština ve Slezsku v 16. století (Praha 1965)
- Co by měl lektor znát o řečnictví (s M. Dvořáčkem a J. Hubáčkem, Ostrava 1966)
- Dějiny českého jazyka ve Slezsku a na Ostravsku (s A. Lamprechtem a L. Palasem, Ostrava 1967)
- Kapitoly o běžně mluveném jazyce nejmladší generace města Ostravy a Havířova (Ostrava 1968)
- Výzkumy hudebnosti mládeže na Ostravsku (Praha 1969)
- Didaktický model Jazykové školy v Ostravě (Ostrava 1978)
- Krátký přehled mluvnice českého jazyka (Ostrava 1982)
- Učební texty českého jazyka (Ostrava 1985)
- Kapitoly z dialektologie (s D. Davidovou a J. Chloupkem, Ostrava 1992)
- Rok 1968 a počátky normalizace v Ostravě (s K. Jiříkem a R. Prokopem, Praha 1997)
- K nové koncepci pravidel pravopisu (Ostrava 1991, 2001)

### Sborníky
- Sborník prací Pedagogické fakulty v Ostravě 8 (Ostrava 1967)
- Pedagogická fakulta Ostrava – patnáct let : Vysoké pedagogické školství na Ostravsku 1953–1968 : Bibliografie prací učitelů 1953–1968 (Ostrava 1968)

### Studie publikované ve sbornících a časopisech
- K otázce jazykové správnosti (Červený květ, 4/1956)
- Nad novými pravidly českého pravopisu (Červený květ, 1/1957)
- K jazykové charakteristice Postily Martina Philadelpha Zámrského (Slezský sborník=Acta Silesiaca, 4/1958)
- K vývoji zednických profesionálních výrazů na Ostravsku (Sborník prací Pedagogického institutu, Ostrava 1960)
- K čechismům ve slezských úředních zápisech psaných v 17. a 18. století (Sborník prací Pedagogické fakulty, Ostrava 1970; německy)
- Čeština ostravských písemných památek do r. 1620 (Ostrava: příspěvky k dějinám a výstavbě Ostravy a Ostravska, Ostrava 1990)

### Překlady z němčiny
- Boehm, Hans Georg. Řád německých rytířů v Čechách, na Moravě a ve Slezsku (Bouzov, 1993)

### Učebnice
- Jazyk český=Język czeski pro sedmý ročník základní devítileté školy s polským jazykem vyučovacím (s A. Piegzovou a J. Říhovou, Praha 1966)